# UNIVAC 1103
UNIVAC 1103, або ERA 1103 — один з перших комп'ютерів, наступник UNIVAC 1101.
Комп'ютерна система (процесор, периферійні пристрої) спроектована Engineering Research Associates (ERA), перший екземпляр збудований у корпорації Remington Rand у жовтні 1953 року. Був першим комп'ютером, проектування якого, як вважається, здійснив Сеймур Крей.

## Історія
Ще до закінчення проекту Atlas (UNIVAC 1101) Військово-морські сили США звернулися до компанії Engineering Research Associates (ERA) з завданням спроектувати і збудувати більш швидкісну машину. Проект отримав кодову назву «Task 29», а сам комп'ютер — позначення Atlas II.
1952-го року Engineering Research Associates попросила у Агенції з безпеки Збройних сил США (попередник NSA) дозволу на комерційний продаж машини Atlas II. Дозвіл було отримано, але з умовою, що декілька спеціалізованих інструкцій процесора мають бути вилучені зі системи команд.
Комерційна версія комп'ютера отримала назву UNIVAC 1103. Менеджмент Remington Rand довгий час (аж до лютого 1953 року, коли про машину не оголосили публічно) не був проінформований про комп'ютер саме з причини секретності інформації. Перший збудований комп'ютер придбала авіабудівна компанія Convair, і на ньому працював вчений-інформатик Марвін Стайн.
На ринку наукових обчислень головним конкурентом UNIVAC 1103 була машина IBM 701. На початку 1954 року Об'єднаний комітет начальників штабів США зажадав порівняння двох цих комп'ютерів, з метою їх використання у спільному обчислювальному проекті з передбачення погоди (англ. Joint Numerical Weather Prediction project).
Тести показали, що обидві машини мають порівняну швидкість обчислень, з незначною перевагою машини IBM, але UNIVAC мала значно швидше периферійне обладнання, тому і виграла.
Наступником стала машина UNIVAC 1103A, або Univac Scientific («Univac науковий»), зі значно покращеними параметрами: складні і ненадійні трубки Вільямса поступилися місцем пам'яті на феритових кільцях, було додано апаратуру для обчислень з рухомою комою, а також можливо одну з найперших реалізацій апаратних переривань.

## Технічні особливості

### Модель 1103
Оперативна пам'ять машини складалася з 36 трубок Вільямса, кожна ємністю по 1024 біт, таким чином загальний об'єм пам'яті складав 1024 36-розрядних слова. Розмір кожної трубки становив 5 дюймів. Вторинна пам'ять була збудована на основі магнітного барабану, що мав ємність 16384 слова; пам'ять на барабані могла адресуватися безпосередньо (тобто також була оперативною, хоч і повільнішою за трубки). Адреси від 0 до 017778 належали електростатичній пам'яті, а від 0400008 through 0777778 — барабанній.
Цілі числа (з нерухомою комою) представлялися у форматі: 1 біт знак, 35 біт значення (негативні — у оберненому коді).
Машинні команди складалися з 6-розрядного коду операції і двох 15-розрядних адрес операндів.
Системи програмування були представлені асемблером RECO (англ. «regional coding assembler»), створеним Remington-Rand, а також асемблером RAWOOP, що здійснював трансляцію у один прохід, і програмою-інтерпретатором SNAP для розрахунків з рухомою комою, написаною фірмою Ramo-Wooldridge Corporation (Лос-Анжелес). Також були доступниі інтерпретатори-калькулятори FLIP (виробництва Consolidated Vultee Aircraft, Сан-Дієго), і CHIP (написаний Wright Field, Огайо).

### Модель 1103A
Модель 1103A, або Univac Scientific, з'явилася у березні 1956 року, і містила такі вдосконалення, як пам'ять на магнітних осердях і апаратні переривання процесора. Обсяг феритової пам'яті становив до 12288 36-розрядних слів (від одного до трьох банків по 4096 слів).
Числа з рухомою комою мали один біт знаку, 8 біт характеристики, і 27-розрядну мантису.
UNIVAC 1103A була конкурентом IBM 704, що також будувалася на аналогічній елементній базі (лампи, феритова пам'ять і апаратура обчислень з рухомою комою).
Вага комп'ютера складала приблизно 17,5 тонн.

### Модель 1104
UNIVAC 1104 був 30-бітним варіантом 1103, збудованим 1957-го року для Westinghouse Electric Corporation, яка планувала задіяти комп'ютер у ракетному проекті класу «земля-повітря» CIM-10 Bomarc. Втім, на час, коли Bomarc були поставлені на чергування (1960-ті роки), замість UNIVAC 1104 задіяли більш потужний комп'ютер G-40 (варіант AN/USQ-20).